# Граббе Микола Карлович
Граббе Микола Карлович (рос. Граббе Николай Карлович; 19 грудня 1920, Москва, РРФСР — 12 червня 1990, Москва, СРСР) — радянський кіноактор, майстер дубляжу. 

## Біографія
У 1943 році закінчив ВДІК і став працювати на кіностудії «Союздітфільм» (з 1948 року — кіностудія імені Максима Горького). З 1967 року — актор працював у Театрі-студії кіноактора. У кіно Микола Граббе дебютував в 1943 році роллю Павки Дроздова у фільмі «Ми з Уралу». Граббе був майстром епізодичних ролей, одним з затребуваних кіноакторів 1950-1970-х років. Герої Миколи Граббе — люди мужні, сильні, принципові. Переважно, актор грав представників різних професій: рибалок, офіцерів, тренерів, робітників, всіляких начальників. Працював на студії дубляжу. Його голосом говорили багато закордонних акторів і персонажів мультфільмів.

### Особисте життя
Микола Карлович був одружений з актрисою Театру на Таганці Маргаритою Докторовою (1921—2003). Син і дочка пішли стопами батьків — Олексій Граббе (нар. 02.07.1947) і Катерина Граббе (07.09.1954-11.07.1998) пов'язали свої долі з Театром на Таганці, знімалися в кіно. Похований Микола Граббе в Москві на 19-й дільниці Ваганьковського кладовища.

## Фільмографія
- 1943 — Березень — квітень — курсант
- 1943 — Ми з Уралу — Павка Дроздов
- 1945 — Це було в Донбасі — Мірошниченко
- 1947 — Маріте — Казюкас
- 1948 — Молода гвардія — німець
- 1949 — У них є Батьківщина — відвідувач кафе
- 1951 — Незабутній 1919 рік — білогвардійський офіцер
- 1953 — Нахлібник (фільм-спектакль) — Петро, лакей
- 1953 — Таємнича знахідка — офіцер англійського фрегата
- 1954 — «Богатир» йде в Марто — Нед Берген
- 1954 — Школа мужності — Ян Галда
- 1955 — За вітриною універмагу — Пєтухов, співробітник ДАІ
- 1955 — Земля і люди — слідчий
- 1955 — Багаття безсмертя — сищик
- 1955 — Мексиканець — асистент Рівери на рингу
- 1956 — Пролог — Юркку, більшовик
- 1956 — Вбивство на вулиці Данте — коридорний
- 1957 — До Чорного моря — інспектор
- 1957 — Випадок на шахті вісім — Волков, начальник відділу кадрів
- 1957 — Шторм — Смілгіс, голова ЧК
- 1958 — Тихий Дон — офіцер
- 1958 — У дні Жовтня — полковник Робінс
- 1958 — Юність наших батьків — білий офіцер
- 1959 — Все починається з дороги — водій молоковоза
- 1960 — З Лебединого повідомляють (короткометражний) — Євгеній Іванович, працівник прилавка
- 1960 — Мічман Панін — Рісман, матрос
- 1960 — Твої друзі — Филипп Харпаєв
- 1960 — Воскресіння — тюремний наглядач
- 1961 — Битва в дорозі — Дронов
- 1961 — Дорослі діти — старшина міліції
- 1961 — Дев'ять днів одного року — Василь, учёний фізик
- 1962 — У твого порога — Михайло Васильович, шофер
- 1963 — Їм підкоряється небо — конструктор
- 1963 — Синій зошит — Шотман
- 1964 — До побачення, хлопчики — воєнком
- 1964 — Хокеїсти — Микола Миколайович Єршов, професор
- 1965 — Ваш син і брат — Микола Іванович, дільничний міліціонер
- 1965 — Як вас тепер називати? — Нольде, капітан, начальник в'язниці
- 1965 — Прикордонна тиша — Василь Федорович, начальник застави
- 1965 — Крізь крижану імлу — рибалка
- 1965 — Фантазери — Грибов Дмитро Ілліч, професор
- 1966 — Крила — Костянтин Михайлович Шувалов, інструктор аероклубу
- 1966 — Маленький утікач — виконроб
- 1966 — По тонкому льоду — Осадчий
- 1966 — Андрій Рубльов — Степан, сотник Великого князя
- 1967 — Результат — чекіст
- 1967 — Кінець «Сатурна» — Ольховников, партизан
- 1967 — Шлях до «Сатурна» — Ольховников, партизан
- 1967 — Софія Перовська — жандарм
- 1968 — Крах — Піляр, чекіст
- 1968 — Помилка резидента — Віктор Круг
- 1968 — Щит і меч — глухонімий
- 1969 — Ад'ютант його високоповажності — Кособродов, машиніст
- 1969 — Поштовий роман — Полянський, ротмістр
- 1970 — Білоруський вокзал — епізод
- 1970 — Один з нас — «Вантажник»
- 1970 — Срібні труби — суддя
- 1970 — Доля резидента — Віктор Круг
- 1970 — Корона Російської імперії, або Знову невловимі — Боря на прізвисько «Лінивий»
- 1971 — Повернення до життя — полковник Мейзі (Мейра), колишній командир легіонерів
- 1971 — Їхали в трамваї Ільф і Петров — головний редактор газети
- 1971 — Путина — Гнат Петрович Денисов
- 1971 — Дозвольте зліт! — Іван Іванович, диспетчер аеродрому
- 1971 — Сьоме небо — Горошко, начальник проходки, сусід Мазаєва
- 1971 — У нас на заводі — Феликс Гаврилович
- 1972 — Червоне сонечко — дядя Вася
- 1972 — Найостанніший день — Кирило Миколайович, сусід
- 1972—1973 — Велика перерва — Тарасов, начальник Ледньова
- 1973 — Біля цих вікон... — Матвій Гнатович, директор кінотеатру
- 1973 — Дача — Василь Васильович, начальник Петрова
- 1973 — Друзі мої… (кіноальманах) — Євгеній Федорович, начальник Громова
- 1973 — Калина червона — начальник колонії
- 1974 — Киш і Двапортфеля — сусід Альоші
- 1974 — Один єдиний — доміношник
- 1975 — Афоня — Володимир Миколайович, начальник ЖЕКу, сусід Афоні
- 1975 — Коли настає вересень — Михайло Іванович, рентгенолог
- 1975 — Ярослав Домбровський
- 1976 — Жити по-своєму — Юрій Олександрович, директор заводу
- 1976 — Легенда про Тіля — суддя
- 1976 — Моя справа — Крутов, начальник відділу кадрів заводу
- 1976 — Злочин — зварювальник
- 1977 — Журавель в небі... — Куров, міліціонер
- 1977 — Міміно — міністр, фронтовий друг Волохова
- 1977 — Рахунок людський — Количев
- 1978 — Зірка надії — російський посол
- 1978 — П'ята пора року — директор заводу
- 1979 — Місто прийняв — Халецький
- 1982 — Повернення резидента — Віктор Круг
- 1984 — Особливий підрозділ — ветеран

## Джерело
- Біографія кіноактора на сайті kino-teatr.ru [Архівовано 2 квітня 2015 у Wayback Machine.]